# 劉振華 (上將)

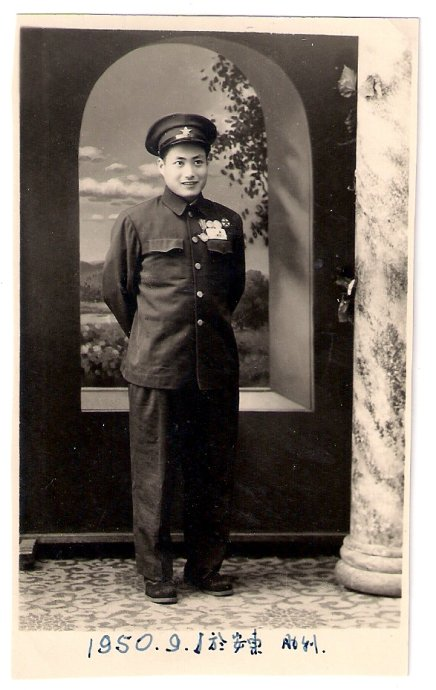

劉振華（1921年7月8日—2018年7月11日），原名刘培一，男，山东泰安人，中国人民解放军将领，曾参与抗日战争、第二次国共内战、朝鲜战争，并担任中华人民共和国驻阿尔巴尼亚全权大使。沈阳军区、北京军区政治委员，中国人民解放军上将军衔。

## 生平
1921年7月，刘培一出生于山东泰安县大汶口镇东大吴村。1938年，中国共产党发动了徂徕山抗日武装起义，组建八路军山东军区山东省人民抗日游击队第四支队。同年3月，刘培一加入八路军，并改名刘振华。1938年6月，由指导员刘春介绍加入中国共产党。1940年，刘振华任山东省纵队4支队2营分支书记，在攻打莱芜寨里战斗救下廖容标。
1947年5月，山东军区部队北上东北，刘振华任东北民主联军第3纵队7师20团政委，参与锦州战役。接着奉命东进，参加围歼廖耀湘兵团的辽西大会战。战后，亲自押送廖耀湘到沈阳见东北野战军司令员林彪。随后率领第3纵队7师参与平津战役，并率先攻取南苑机场，断绝傅作义撤退后路，为北平谈判创造客观条件。1949年1月15日，刘振华所在师改为四野40军118师，并任政治部主任。1950年，刘振华率领四野40军118师率先强渡琼州海峡，并与琼崖纵队会师。随后40军、43军相继强渡占领海南岛。
1950年，朝鲜战争爆发。同年10月，刘振华率领118师秘密穿过安东市，为首批入朝参战的中国部队。10月24日，首战全歼韩国军队第6师2团3营和一个炮兵中队。随后在横城围歼韩国军队第8师。期间，刘振华曾担任中朝联军游击支队支队长。1952年4月，刘振华任40军120师师长，率部开赴朝鲜西部战线，守卫大德山一线。1957年，刘培一担任40军副军长，1964年晋升为少将军衔，1969年升任沈阳军区副政委兼旅大警备区第一政委。 
1970年，刘振华离开军队，改任中华人民共和国驻阿尔巴尼亚全权大使。1972年初，代表中华人民共和国，同希腊代表谈判两国建交事宜，并于同年签署了中、希两国正式建交公报。之后，1979年3月，刘振华重返军队，任沈阳军区副政委，1982年10月升任军区政委。1987年，调任北京军区政委，1990年离任。
1988年9月被授予上将军衔。
2018年7月11日上午在北京逝世，享年97岁。